# Mangora leucogasteroides
Mangora leucogasteroides là một loài nhện trong họ Araneidae.
Loài này thuộc chi Mangora. Mangora leucogasteroides được Carl Friedrich Roewer miêu tả năm 1955.